# 豹斑兰属
豹斑兰属（学名：Ansellia）是兰科的一属。

## 下属物种
本属包括以下物种：
- Ansellia africana Lindl.